# 尤英 (印第安納州)
尤英（英語：Ewing）是位於美國印第安納州傑克遜縣的一個非建制地區。